# 森本達雄
森本 達雄（もりもと たつお、1928年8月16日- 2016年11月6日）は、インド学者、名城大学名誉教授。

## 経歴
出生から修学期
1928年、和歌山県和歌山市で生まれた。同志社大学神学部で学び、1951年に卒業。
インド学研究者として
1964年、インド国立ヴィシュヴァ・バーラティ大学准教授に就いた。1967年、名城大学教授に就任。1999年に名城大学を定年退職し、名誉教授となった。文芸誌『同時代』同人。
2016年に死去。

## 研究内容・業績
- インド学でも、現代インド思想、インド文学を主な研究対象とした。
- 『タゴール全集』の編集にあたった。

## 家族・親族
- 娘：森本素世子は東海学園大学名誉教授[5][6]。第三次『同時代』同人[7]。遺作となったガンディー著作の訳業を娘の森本素世子が補訂し、2018年に『『ギーター』書簡』として刊行された[8]。

## 著作

### 著書
- 『インド独立史』中公新書 1972
- 『ガンディー』(人類の知的遺産 64) 講談社 1981
- 『ガンディーとタゴール』第三文明社(レグルス文庫) 1995
- 『ヒンドゥー教：インドの聖と俗』中公新書 2003
- 『ヒンドゥー教の世界』(全2巻) NHK出版(NHK宗教の時間) 2011

1. 上巻：その歴史と教え
2. 下巻：ガンディーの生涯と思想

### 翻訳
- 『ガンジー・タゴール・ネール』クリシュナ・クリパラニー（英語版）著、アポロン社(アポロン選書) 1957
- 『忘れえぬ手紙より』(全3巻) ネルー著、みすず書房 1961-1965
- 『わたしの非暴力』(全2巻) ガンディ著、みすず書房 1970-1971
  - 新装再版 2021[9]
- 『インドのうた：闘いと瞑想の中から』編訳、法政大学出版局 1976
- 『タゴールの生涯』(全2巻) クリシュナ・クリパラーニ著、第三文明社(レグルス文庫) 1978-1979
- 『ガンディーの生涯』(全2巻) クリシュナ・クリパラーニ著、第三文明社(レグルス文庫) 1983
- 『ギタンジャリ』タゴール著、訳註、第三文明社(レグルス文庫) 1994
- 『不可触民解放の悲願』マハトマ・ガンディー著、古瀬恒介・森本素世子共訳、明石書店(インド 解放の思想と文学) 1994
- 『人間の宗教』タゴール著、第三文明社(レグルス文庫) 1996
- 『ヒンドゥー教』ニロッド・C.チョウドリー（英語版）著、みすず書房 1996
- 『非暴力の精神と対話』ガンディー著、第三文明社(レグルス文庫) 2001
- 『わが非暴力の闘い』ガンディー著、第三文明社(レグルス文庫) 2001
- 『タゴール死生の詩』タゴール著、編訳、人間と歴史社 2002
  - 新版 2011年
- 『ガンディー「知足」の精神』モーハンダース・カラムチャンド・ガンディー著、編訳、人間と歴史社 2008
- 『獄中からの手紙』ガンディー著、岩波文庫 2010
- 『ガンディー：インド独立への道』B.R.ナンダ（英語版）著、第三文明社 2011
- 『原典でよむ　タゴール』編訳、岩波書店(岩波現代全書) 2015
- 『『ギーター』書簡』ガンディー著、森本素世子補訂、第三文明社(第三文明選書 13) 2018[6]

### 論文
- Cinii

## 参考
- 『新版 タゴール 死生の詩』ラビンドラナート・タゴール著、森本達雄編訳、人間と歴史社 2011[10]